# Stinky Toys
Stinky Toys foi a primeira banda francesa de punk rock, fundada em Paris em 1976.

## História
A banda contava com Elli Medeiros nos vocais, Denis "Jacno" Quilliard e Bruno Carone nas guitarras, Albin Dériat no baixo e Hervé Zénouda na bateria. Em 1976, a banda tocou no 100 Club Punk Festival em Londres, com bandas como Sex Pistols, The Clash, The Damned e Buzzcocks.
Em 1977 gravaram o single "Bozed Creed"/"Driver Blues" pela Polydor Records. No mesmo ano gravam seu único LP, Stinky Toys.
A banda acabou em 1979. Em 1980, Elli Medeiros e Jacno formaram a dupla Elli et Jacno, com um som mais voltado para o electropop.Elli Medeiros iniciou carreira-solo em 1986 e Jacno também gravou álbuns solo desde 1979, além de trabalhar com vários artistas franceses.

## Discografia
- "Bozed Creed"/"Driver Blues" (Single, 1977, Polydor)
- Stinky Toys (LP, 1977, Polydor) [Reeditado em 1990 com o nome de Plastic Faces pela Universal Records]